# フェルナンド2世 (レオン王)
フェルナンド2世（スペイン語：Fernando II, 1137年頃 - 1188年1月22日）は、レオン王国の国王（在位：1157年 - 1188年）、ガリシア王（在位：同）。「ヒスパニア皇帝」を自称したカスティーリャ王＝レオン王アルフォンソ7世と王妃ベレンゲラ・デ・バルセロナの次男で、カスティーリャ王サンチョ3世の弟。トレドの出身。

## 生涯
1157年に父王アルフォンソ7世は死去するが、その遺言により王国を兄サンチョと分割した。サンチョはサンチョ3世としてカスティーリャ王に、フェルナンドはフェルナンド2世としてレオン・ガリシア王にそれぞれ即位した。
フェルナンド2世の31年の治世は、勝敗のはっきりしない対立で特徴づけられる。彼は反抗的な貴族に対して手を下さなければならず、1158年に急死した兄の後を嗣いでカスティーリャ王に即位した甥のアルフォンソ8世に摂政として干渉しようと、ナバラ王サンチョ6世と手を組んで西からトレド・ブルゴスを攻めたことがカスティーリャ側の反発を受け、後にアルフォンソ8世と和解した。
更に西方のポルトガルとの間にも紛争を抱えていた。ポルトガルは1139年にカスティーリャ＝レオン王国から独立していたが、1165年に王妃にポルトガル王アフォンソ1世の王女ウラカを迎えたものの彼女に拒否されたことは、フェルナンド2世とポルトガル王家（ブルゴーニュ朝）の複雑な関係を窺わせる。
結婚したとはいえポルトガルとの争いは継続、1165年から1166年にかけてポルトガル人冒険者「豪胆」ジェラルドが奇襲でトルヒーリョ、カセレスなどを奪い取り、アフォンソ1世に臣従しポルトガルの東隣にあるエストレマドゥーラを平定した。レオンにとってこれは南下を阻む障害であり、フェルナンド2世はカスティーリャへの干渉を切り上げ、ジェラルドの領土から北にあるアルカンタラを攻略しジェラルド追放に向け動き出した。1169年にジェラルド救援にバダホスへ赴いたアフォンソ1世を捕虜とし、彼からはトゥイとポンテベドラを受け取りガリシアへ編入、ジェラルドからはカセレスを獲得して障害を取り除き、領土を南方に拡大した。
一方、1170年にカセレスを騎士修道会に与え保護（後にサンティアゴ騎士団として発展した）、ジェラルドの反撃に備えイスラム教国のムワッヒド朝と同盟を結んでいたが、フェルナンド2世が同盟を破って襲撃したため、ムワッヒド朝に逆襲されアルカンタラとカセレスを奪われた。このためキリスト教国と接触しレコンキスタに参戦、1177年にアルフォンソ8世やアラゴン王アルフォンソ2世と歩調を合わせ、南西にあるムワッヒド朝の都市ヘレス・デ・ロス・カバジェーロス（現在のエストレマドゥーラ州バダホス県）を攻撃、1183年にはアルフォンソ8世と対イスラム同盟を組んだ。1184年にアフリカから上陸したアミール・ユースフ1世率いるムワッヒド朝の遠征軍がサンタレンを包囲すると救援に向かい、イスラム軍に包囲を解かせ撤退させた（ユースフ1世は包囲中に受けた傷が元で死亡）。
1188年、フェルナンド2世は死去した。彼は騎士道精神に篤く強い戦士であると評されたが、政治力や組織力を示すことはなかった。王位は一人息子のアルフォンソ9世が嗣いだ。

## 子女
最初の妃ウラカ・デ・ポルトゥガルとの間に1男をもうけた。
- アルフォンソ9世（1171年 - 1230年） - レオン王（1188年 - 1230年）

2番目の妃テレサ・フェルナンデス・デ・トラバ（最初の妃ウラカの叔母にあたる）との間に2男をもうけた。
- フェルナンド（1179年 - 1187年）
- 息子（1180年2月6日） - 母と共に死去

3番目の妃ウラカ・ロペス・デ・アーロとの間に以下の子女をもうけた。
- ガルシア（1182年 - 1184年） - 両親の結婚前に生まれ没した。
- アルフォンソ（1184年 - 1188年） - 両親の結婚前に生まれ、結婚後に嫡出子とされた。
- サンチョ（1186年 - 1220年8月25日） - 両親の結婚前に生まれ、結婚後に嫡出子とされた。母の領地を継承し、モンテアグードおよびアギラルの領主。